# Гото, Юкио
Юкио Гото (яп. 後藤 靱雄; неизвестно, Кобе — 1976, Япония) — японский футболист. Играл за сборную Японии по футболу.
Юкио Гото родился в городе Кобе на острове Хонсю. Он играл за клуб «Kwangaku Club», в состав которого входили студенты и выпускники «Kwansei Gakuin University». В составе клуба «Квангаку» он дважды (1929 и 1930 гг.) становился обладателем Кубка Императора — самой престижной довоенной футбольной награды Японии.
Дебют за сборную Японии по футболу состоялся у Юкио Гото 25 мая 1930 года в матче против сборной Филиппин на Дальневосточных играх, на которых футболисты Японии заняли первое место. В 1934 году он также был избран в команду на Дальневосточные игры 1934 года в Маниле. На этом соревновании он сыграл две игры в качестве капитана команды.
Всего Гото сыграл за сборную Японии четыре матча; забитых голов за сборную в его карьере нет.
Юкио Гото умер в 1976 году.

## Статистика Гото в сборной Японии по футболу
| Статистика в сборной | Статистика в сборной | Статистика в сборной |
| Год                  | Игры                 | Голы                 |
| -------------------- | -------------------- | -------------------- |
| 1930                 | 2                    | 0                    |
| 1931                 | 0                    | 0                    |
| 1932                 | 0                    | 0                    |
| 1933                 | 0                    | 0                    |
| 1934                 | 2                    | 0                    |
| Total                | 4                    | 0                    |